# Forcipomyia latiunguis
Forcipomyia latiunguis är en tvåvingeart som beskrevs av Clastrier 1983. Forcipomyia latiunguis ingår i släktet Forcipomyia och familjen svidknott.
Artens utbredningsområde är Seychellerna. Inga underarter finns listade i Catalogue of Life.